# AVH: Чужой против Охотника
AVH: Чужой против Охотника (англ. AVH: Alien vs. Hunter, в России также известен как Охотник против Чужого: Поединок) — американский фильм ужасов с элементами боевика, выпущенный студией The Asylum в 2007 году сразу на видеоносителях. Является мокбастером к фильму «AVP: Чужой против Хищника».

## Сюжет
В лесу возле провинциального городка в Америке совершает посадку инопланетный корабль. Высадившееся из него паукообразное существо (Чужой) с первого момента пребывания на Земле начинает сеять ужас и панику. Затем в лесу высаживается киборг Охотник, который вооружён плазмоганом и намерен захватить или уничтожить Чужого любой ценой. Между двумя врагами стоит лишь небольшая группа людей во главе со следопытом Валентайном.

## В ролях
- Аарон Консил — Чужой, паукообразный пришелец
- Роб Филсон — Охотник, инопланетный киборг-ликвидатор
- Уильям Кэтт — Ли Кастлер, пожилой журналист
- Диди Пфайффер — Хиллари, знакомая Ли
- Рэнди Малки — Валентайн, местный охотник
- Колин Брок — Армстронг, шериф

## Критика
23 июля 2008 года «AVH: Чужой против Охотника» был добавлен в список 100 худших фильмов по версии сайта IMDB.

## Премьера
- США — 18 декабря 2007
- Япония — 4 апреля 2008
- Венгрия — 4 ноября 2008
- Южная Корея — 7 апреля 2011